# ORP Burza
ORP Burza (H 73) (Nederlands: Storm) was een Poolse torpedobootjager van de Wicherklasse. Het schip werd gebouwd door de Franse scheepswerf Chantiers navals français, de oplevering gebeurde zo'n 4 jaar te laat. In 1939 is de Burza betrokken geweest in de ontvoering van de ORP Sęp. Op 30 augustus 1939 voerden de Poolse torpedobootjagers (Błyskawica, Grom en Burza) plan Peking uit, dit plan hield in dat de drie Poolse torpedobootjagers naar het Verenigd Koninkrijk zouden uitwijken. Twee dagen later, op 1 september, ontmoetten de Poolse schepen de Britse torpedobootjagers Wanderer en Wallace. In de avond van 1 september kwamen de Poolse schepen veilig aan in de haven van Rosyth.
Nadat het schip vanaf 1960 een tijd dienst heeft gedaan als museumschip, werd het in 1977 in die functie vervangen door de ORP Błyskawica en gesloopt.